# Гірнича промисловість Південної Кореї
Гірнича промисловість Південної Кореї

## Загальна характеристика
Основу гірн. промисловості країни наприкінці XX ст. складала паливно-енергетична галузь та видобуток неметалічних к.к. На рудну галузь припадає бл. 10% вартості продукції гірничої промисловості в цілому. Наприкінці XX ст. у Півд. К. було бл. 13 тис. рудників і копалень (більша частина не функціонуючі). Наприкінці 2000 р в країні загалом працювало 552 основних рудників: 11 — вугільних; 27 — металічних і 514 — неметалічних. З останніх: 169 — каолінові; 141 — вапнякові, 62 — кварцові підприємства. У 2001 загальний видобуток мінеральної сировини в країні склав US$1162 млн, включаючи US$324 млн металічних руд (28%), US$636 млн неметалічних корисних копалин (55%) і US$202 млн вугілля (17%).
У паливній промисловості країни домінуюче положення займає вугільна. Гірничорудна пром-сть представлена переважно видобутком вольфрамових, залізних, мідних, марганцевих, молібденових, свинцево-цинкових руд, золота і срібла. Добуваються також графіт, каолін, пірофіліт, тальк, флюорит, польові шпати, інші неметалічні к.к. Півд. К. — великий імпортер мінеральної сировини і палива, пром-сть країни залежить від імпорту 20 видів мінеральної сировини, зокрема бокситів, залізної і нікелевої руди. Осн. постачальники — країни Півд.-Сх. Азії, Канада і Австралія, палива — країни Бл. Сходу і Півд. Сх. Азії. Експортуються в осн. вольфрам, молібден, тальк, каолін, графіт.
Імпорт руд у 2001 р становив загалом US$2 194 млн (+16% до 2000), експорт — US$13 млн (-34% до 2000). Структура імпорту в 2001: US$1 090 млн — залізна руда; US$663 млн — мідна руда; US$235 млн — цинкова руда; US$166 млн — поташ; US$138 млн — збагачений уран і US$98 млн — поліметалічні руди.

## Окремі галузі
Вугільна галузь — одна з найбільш економічно значущих. Шахти знаходяться переважно на північному сході країни (пров. Канвондо), а також на західному узбережжі. Майже вся продукція витрачається всередині країни, родовища бурого вугілля не експлуатуються.
Корейський видобуток антрациту на початку XXI ст. зменшувався: 3.8 млн т в 2001 порівняно з 4.19 млн т у 2000. Близько 35% антрациту видобуває компанія Dai Han Coal Corp. (1.3 млн т від трьох рудників — Changsong, Hwasoon і Dogae). Компанія Kyungdong Coal Mining Co. видобуває 1.0 млнт/рік.
Найважливіше вугільне родов., що розробляється — Самчхок (бл. 11 млн т на рік). Потужність пластів коливається в межах 0,8-2,0 м, кут падіння в сер. 40о. Розробка ведеться підземним способом. Сер. глибина шахт 200–300 м, макс. 700 м. Шахти газові. Переважає буропідривний спосіб виймання в довгих очисних вибоях з використанням діагональних свердловин довж. до 7 м. Підготовчі виробки проводяться буропідривним способом. Для тр-ту застосовують електровози і конвеєри. Частина вугілля збагачується. Бл. 50% вугілля брикетують.
Протягом 2001 р Південна Корея імпортувала бітумінозного вугілля на US$2,157 млрд (+6.1% до 2000), г.ч. з Австралії, Китаю, Канади, Індонезії. Основний південно-корейський оператор на ринку енергетичного вугілля — державна компанія Korea Electric Power Corp. (KEPCO).
Нафта і газ. Енергетика країни все більше орієнтується на імпортну нафту. Південнокорейська компанія Korea National Oil Corp. (KNOC) продовжує підготовку до введення в експлуатацію газового родовища Донхе-1 (Donhae-1) в «басейні» Уллеунґ (Ulleung), за 60 км від м. Ульсан. Це перший досвід промислового видобутку вуглеводнів у Південній Кореї. KNOC підписала контракт з СП, в яке входять компанії Fluor Corp. of Aliso Viejo, Calif і AMEC plc з штаб-квартирою в Лондоні, на проведення робіт по технічному обслуговуванню свердловин. Розробка родовища Донхе-1 буде вестися за допомогою трьох підводних свердловин, пов'язаних з фіксованою морською експлуатаційною платформою. Та, в свою чергу, за допомогою підводного трубопроводу пов'язана з новим наземним терміналом в м. Ульсан на узбережжі Південної Кореї. Перший газ з родовища повинен поступити наприкінці 2003 р. [Oil and Gas Journal. 2003. V.101].
Уран. Видобуток уранової руди в Півд. Кореї стримується невеликим вмістом урану в руді (0,038%). З 1978 діє з-д по виробництву збагаченого урану.
Залізо. У Республіці Корея розробляються родовища залізняку, які знаходяться переважно в північно-східних і південно-східних районах. Наприкінці XX ст. видобуток зал. руд здійснювали бл. 60 невеликих підприємств. Розробка родов. ведеться підземним способом. Найважливіший центр залізорудної промисловості — рудник «Яньян» в пров. Канвондо, де добувається понад 50% зал. руди. При руднику є збагач. ф-ка. Розробляються родов. Сосан, Кімхе, Ульсан, Вонджу, Кванджу. Видобуток залізної руди в 2001 склав 11 тис.т, динаміка негативна.
Імпорт Fe — руд в Південну Корею в 2001 р. (в дужках за 2000 р.) склав (в млн т): 46,5 (39,0); [Mining J. — 2002. — 339, № 8693. — Р. 25-27].
Виробництво сирої сталі в 2001 р склало 43.8 млн т (43.1 млн т у 2000). В той же час гарячий прокат — 44.3 млн т.
Титан. Видобуток титанових руд у 2001 р — 169 705 т.
Марганець. Видобуток марганцевої руди організовано на бл. 60 невеликих ділянках родов. в р-нах Йонхва і Кьонджу, пров. Кьонсан-Пукто. Крім того, марганцеві руди імпортуються.
Вольфрам. Півд. К. — важлива сировинна база вольфрамових руд і продуцент вольфраму. В країні наприкінці XX ст. діяли 11 вольфрамових рудників. Осн. центр видобутку — один з найбільших у світі підземний рудник «Сандон». Шеєлітоносні скарни розкриті на глиб. до 250 м. Руду (WO3 0,52%) збагачують з отриманням концентрату із вмістом WO3 70%. Інші великі родов. Тальсон (пров. Кьонсан-Намдо) і Теджон (пров. Чхунчхон-Намдо). Вольфрамовий концентрат експортується в Японію, ФРН, Швецію, США і інші країни.
Молібден. Видобуток молібденової руди здійснюється попутно з вольфрамовою і мідною. У руді вольфрамово-молібденових родов. Сандон, Тальсон і Теджон міститься 1-1,5% Мо. Розробляються також молібденово-мідні родов. Чечхон (пров. Чхунчхон-Пукто), Чансу (пров. Чолла-Пукто). Експортні потоки руди і концентрату молібдену йдуть у ФРН, Нідерланди, Бельгію і інш.
Видобуток руд благородних металів. У Півд. К. є бл. 1350 ділянок виявів золото-срібних і 500 мідно-золото-срібних руд, придатних для експлуатації. Корінні родов. золота розробляють на копальнях «Чокче» (родов. Ансон в пров. Кьонгідо), «Кубон» і «Самкван» (родов. Чхоньян в пров. Чхунчхон-Пукто). Видобуток розсипного золота ведеться на родов. Понхва (пров. Кьонсан-Пукто) і Кімдже (пров. Чолла-Пукто), найбільший рудник з видобутку мідно-золото-срібних руд — «Кваньян» (пров. Чолла-Намдо). Поліметалічні родов. Чінджу (пров. Кьонсан-Намдо) розробляють підземним способом. Руда містить 1-4% Cu, до 30 г/т Au і бл. 100 г/т Ag. У 1983 видобуто 2240 кг Au і 66,6 т Ag.
Видобуток руд кольорових металів. Бл. 50% міді в 1990-х роках добувалося з мідно-вольфрамових руд родов. Тальсон. Значна частина — на руднику «Кумпук» (пров. Кьонсан-Намдо). Мідні руди добуваються також попутно при експлуатації мідно-золото-срібних і свинцево-цинкових родовищ. Але основна частина потреб країни в міді покривається за рахунок імпорту. За даними International Copper Study Group (ICSG) у Південній Кореї в найближчі роки стане до ладу мідеплавильний завод Онсан-II. Компанія LG Nikko Copper виробила в 2001 р 473 тис.т електролітичної міді.
Південна Корея не продукує алюміній. Імпорт первинного алюмінію становив 880–850 тис.т в 2000–2001 роках.
Поліметали. У Півд. К. нараховується бл. 200 рудників з видобутку свинцево-цинкових руд. Рудник «Сіхин» розробляє родов. Ічхон (пров. Кьонгідо). На руднику «Йонхва-1» та «Йонхва-2» у 1990-х роках добували бл. 1,3 млн т руди на рік. Крім того, цинкова та свинцева рудна сировина імпортувалася. У 2000 р. компанія Південної Кореї Korea Zinc збільшила виробництво Zn до 750 тис. т, що становить 10% від всього постачання на світовий ринок. На початку XXI ст. Півд. Корея має в своєму розпорядженні ряд невеликих родовищ свинцево-цинкових руд, з яких видобувають 5 тис. т свинцю і 10 тис. т цинку в концентратах на рік, що забезпечує тільки 3,3% виробництва свинцю і 2,5% — цинку в країні. Інша сировина імпортується з інших країн (Австралії, Китаю, США). Крім того, Півд. Корея вивчає ресурси Тихого океану, який стає потенційним джерелом нетрадиційної мінеральної сировини. Зокрема на початку XXI ст. Південна Корея провадить пошуки і вивчення сульфідних утворень дна моря Бісмарка поблизу о. Нова Британія.
За 11 місяців 2001 р виробництво концентратів цинку склало 10 259 т, свинцю — 1957 т. Одні з найбільших світових продуцентів цинку — фірма Korea Zinc Co. Ltd. і Young Poong Corp. виробили 501 141 т металу в 2001, динаміка позитивна (474 180 т в 2000). У 2001 компанія Korea Zinc Co. виробила 395 847 т рафінованого цинку.
Бісмутовий концентрат отримують попутно при переробці руд вольфрамових родов. Сандон, Тальсон і Теджон. У рудах родов. Сандон відношення Bi: W становить 1:8.
Видобуток нерудної індустріальної сировини включає азбест, графіт, польові шпати та пірофіліт. Найбільший азбестовий рудник «Кванчхон» (пров. Чхунчхон-Намдо). Осн. рудники аморфного графіту «Вольмьон» і «Понмьон» (пров. Канвондо). Розробляються також родов. Поин і Йондон в пров. Чхунчхон-Пукто, родов. Санджу в пров. Кьонсан-Пукто. Поклади кристалічного графіту є в пров. Кьонгідо. Півд. К. — експортер графіту в Японію, Індонезію та інш. країни.
З нерудних буд. матеріалів у Півд. К. видобувають вапняк, каолін, агальтоліт, кіаніт, слюду, кварцит. Головним неметалічним мінералом, який видобувають в країні, є вапняк. У 2001 р для цементної промисловості було видобуто 74.7 млн т вапняка. Країна повністю забезпечує вапняком свою цем. пром-сть, експортує цемент і клінкер.
Найбільший рудник по видобутку каоліну — «Хадон» (пров. Кьонсан-Намдо). Найбільші рудники кварциту знаходяться в Чханчхондоні, Янгу, Чхунджу. У 2001 р видобули 2.1 млн т каоліну, 2.1 млн т кварцу.
Інші корисні копалини. У Півд. К. видобувають також барит, пірит, флюорит, арсен та ін.

## Геологічна служба. Наукові установи
Геол. і гірн. роботи в Півд. К. проводяться під керівництвом Гірн. бюро Мін-ва торгівлі і промисловості, Корейської гірничорудної корпорації сприяння, гірничо-реєструючими установами при адміністрації перспективного пром. планування. Наукові дослідження в галузі геології і гірн. справи ведуться в Корейському інституті енергетики і мінеральних ресурсів (Сеул), а також в Сеульському, Кьонбукському (в Тегу), Пусанському і Чонбукському (в Чонджу) ун-тах.